# 마여왕
마여왕(麻余王, 생몰년 미상)은 부여의 왕으로, 이름은 마여(麻余)이다. 간위거왕의 뒤를 이어 부여의 왕이 되었다.

## 생애
마여는 간위거의 서자로 생몰년은 알 수 없다. 3세기 경에 간위거가 적자를 남기지 못하고 죽자, 제가(諸加)들이 추대해 즉위했다. 재위 시기 우가(牛加)의 형(兄)인 위거(位居)가 대사(大使)로 있으면서 재물을 잘 베풀어 나라 사람들이 따랐으며, 해마다 위나라에 사신을 보내 조공했다. 정시 연간(240년~248년)에 유주자사 관구검이 고구려를 토벌하러 왔다가 현도태수 왕기를 부여에 보내자, 대가(大加)를 보내 군량을 지원했다.
이후 계부(季父)인 우가(牛加)가 딴 마음을 품자, 위거가 작은 아버지와 그  아들을 죽이고 재물을 몰수해고, 재산목록을 관(官)에 보내어 보고하도록 했다. 이후 마여가 죽자 아들 의려가 6세의 나이로 뒤를 이었다.

## 가족관계
- 부왕 : 간위거왕(簡位居王)
- 모후 : 미상, 간위거왕의 첩
  - 아들 : 의려왕